# Mariya Starytska
Mariya Mykhailivna Starytska (Ucraniano: Марія Михайлівна Старицька; 19 (31 según el calendario Juliano) de mayo de 1865 – 20 de diciembre de 1930) fue una actriz y directora ucraniana.

## Primeros años y educación
Mariya Mykhailivna Starytska nació el 9 (31 según el calendario Juliano) de mayo de 1865 en el pueblo de Lebekhivka, óblast de Poltava. Era la hija mayor de Mijailo Starytsky y hermana de Liudmyla Starytska-Cherniakhivska y Oksana Steshenko.
Starytska fue al preescolar de Kyiv, dirigido por Maria Lindfors y Sofia Rusova. Tanto ella como su hermana Liudmyla estudiaron lengua, literatura e historia ucranianas en casa con sus padres y su familia, aunque asistían a un gimnasio privado que seguía el plan de estudios imperial ruso. Las actuaciones de Marko Kropyvnytskyi influyeron profundamente en Starytska y despertaron su amor por el teatro ucraniano. Aunque ella rechazó su propuesta de matrimonio —quizás debido a la diferencia de edad o a sus objetivos educativos— siempre lo tuvo en alta estima.
Starytska completó su educación en el primer gimnasio privado de mujeres de Kyiv en 1882. En 1883, mientras su padre apoyaba la compañía teatral de Kropyvnytskyi, ella decidió continuar sus estudios. Aunque anteriormente se creía que se había graduado en los Cursos Bestúzhev de San Petersburgo, los registros de archivo confirman que asistió a los Cursos Superiores para Mujeres de Kyiv entre 1884 y 1886, después de estudiar ciencias naturales en los Cursos Bestúzhev entre 1883 y 1884. Su inscripción contó con el pleno respaldo de sus padres y la aprobación oficial. En 1886, tras la disolución de la compañía de su padre, que se encontraba en dificultades económicas, Starytska se unió a su nueva compañía, realizando giras por todo el Imperio ruso y colaborando tanto con las actuaciones como con las tareas organizativas hasta 1890.
En 1891, Starytska se mudó a Moscú para vivir con su tío, Volodymyr Nemirovych-Danchenko, y estudiar teatro con Aleksandr Fedotov. Continuó su formación en San Petersburgo y comenzó su carrera como actriz independiente bajo el nombre artístico de Yavorska. De 1891 a 1893 asistió a cursos de teatro con Fedotov en ambas ciudades. En 1894 firmó un contrato profesional con el Teatro Vasileostrovsky de San Petersburgo, comprometiéndose a realizar una amplia gama de tareas escénicas bajo estrictas condiciones y ganando un salario mensual de cincuenta rublos.

## Carrera
Starytska actuó con la compañía de su padre entre 1886 y 1890, y bajo seudónimo artístico, actuó en el teatro de la isla Vasilyevsky, en la Casa del Pueblo de Okhta y en el teatro de los trabajadores cerca de la Puerta de Narva en San Petersburgo entre 1894 y 1896. Más tarde se unió a la compañía de su padre en 1897 y nuevamente en 1908. Fue conocida por sus papeles de personajes, incluidos Anna Petrivna, Lymarykha, Marusia Bohuslavka, Bohdán Jmelnitski y La Última Noche de Starytskyi, así como Kabanikha en La Tormenta de Alexander Ostrovsky, entre otros.
Starytska comenzó su carrera docente como mentora y directora de escena en círculos de teatro amateur en Kyiv, en áreas como Kurenivka, Shuliavka, Demiivka, Solomianka y Darnytsia, así como en las casas populares de Lukianivka, Troitske y Bulvarno-Kudriavskyi. A partir de 1904, enseñó interpretación en las escuelas de música y teatro de M. Lisnevych-Nosova y Mykola Lysenko, donde dirigió el departamento de teatro y, tras la muerte de Lysenko en 1912, asumió la dirección de la escuela.
Starytska, dedicada a promover el talento juvenil y a brindar entretenimiento, alentó activamente a los mejores estudiantes que descubrió en la escena teatral amateur de Kiev. Planificó actuaciones, y también asumió papeles cuando fue necesario, ofreciendo orientación práctica y crítica. Entre 1904 y 1917, dirigió más de 500 producciones que abarcaban obras ucranianas, rusas y de Europa occidental. Su colaboración con Mykola Sadovskyi en la Casa del Pueblo de la Trinidad incluyó una puesta en escena del drama histórico de su padre La última noche, con Ivan Maryanenko y Maria Zankovetska.
Starytska fue una pieza clave en la puesta en escena de El maestro de piedra de Lesya Ukrainka en el Teatro Sadovsky en 1914. Trabajó con Ivan Steshenko y el director Aleksandr Matkovsky, mientras que Ivan Burachok proporcionó el set. Juntos, superaron la difícil tarea de modificar una cuestión histórica global para adaptarlo escenario ucraniano. El estreno fue aclamado universalmente como un hito en el teatro ucraniano, y su dirección inventiva capturó con éxito el ambiente español al tiempo que conservaba una identidad distintivamente ucraniana. Ivan Maryanenko reconoció que había mejorado su uso de la palabra artística.
Tras la Revolución de Marzo de 1917, Starytska intensificó sus esfuerzos para promover el teatro ucraniano, organizando el Círculo de Artistas Ucranianos, que reunía a estudiantes de la Escuela Lysenko y actores del "Teatro Joven" de Les Kurbas. Fue nombrada jefa interina del departamento de teatro de la Secretaría de Educación de la República Popular de Ucrania, contribuyó a la creación de un marco teatral nacional y representó producciones relevantes, incluyendo el emblemático Movimiento Revolucionario. A lo largo de la década de 1920, siguió estando activa en la vida cultural: actuó en el Primer Teatro Dramático Estatal de Ucrania, realizó lecturas dramáticas en conciertos públicos y continuó enseñando en el Instituto Superior de Música y Drama Mykola Lysenko. También participó en varias sociedades culturales como Boyan, Prosvita y el club ucraniano Rodyna. Sus contribuciones fueron reconocidas formalmente con los títulos de Profesora Honoraria y Artista Mérito de la República Socialista Soviética de Ucrania, y en 1927 su carrera artística de 40 años fue celebrada en la Ópera de Kyiv.. Conocida no sólo por su serio trabajo dramático, también tenía un don para el humor, deleitando incluso a Lysenko con una inteligente parodia de una cantante popular.

## Muerte
Starytska invitó a la familia del musicólogo Mykola Grinchenko a mudarse al apartamento de su familia en 1930 en un intento de evitar que fuera arrestado en medio de la represión política después de que su hermana Lyudmyla y su cuñado fueran arrestados en relación con el supuesto caso de la "Unión para la Liberación de Ucrania". En aquel momento trabajaba en el Instituto de Música y Teatro Mykola Lysenko. Su salud probablemente se vio afectada por el estrés de estos acontecimientos y murió el 20 de diciembre de 1930. Fue enterrada en el cementerio de Baikove, frente a sus padres y cerca de Lysenko y Steshenko.

## Legado
El Museo Conmemorativo Mykhailo Starytskyi abrió sus puertas en 2002.

## Premios
- Artista de Mérito de la República Socialista Soviética de Ucrania (1926) [2]